# Холтосонское сельское поселение
Се́льское поселе́ние «Холтосонское» (бур. Холтоhоной hомон) — упразднённое муниципальное образование в Закаменском районе Бурятии Российской Федерации.
Административный центр — село Холтосон.

## История
Статус и границы сельского поселения установлены Законом Республики Бурятия от 31 декабря 2004 года № 985-III «Об установлении границ, образовании и наделении статусом муниципальных образований в Республике Бурятия».
Законом Республики Бурятия от 7 июля 2015 года № 1206-V, городское поселение «Город Закаменск» и сельское поселение «Холтосонское» были преобразованы, путём их объединения, в городское поселение «Город Закаменск».

## Население
| 2011 | 2012 | 2013 | 2014 | 2015 |
| ---- | ---- | ---- | ---- | ---- |
| 958  | ↘925 | ↘860 | ↘828 | ↘809 |

## Состав сельского поселения
| № | Населённый пункт | Тип населённого пункта       | Население |
| - | ---------------- | ---------------------------- | --------- |
| 1 | Хасура           | посёлок                      | ↘80       |
| 2 | Холтосон         | село, административный центр | ↘877      |